# 朱奠坫
宜春宣和王朱奠坫（1436年—1496年8月5日），號清源，明朝宜春安简王朱磐烑嫡长子。母王妃刘氏。

## 生平
正統四年（1439年）四月赐名。正統十二年（1447年）封為宜春長子。
成化十年（1474年）四月，朱磐烑奏王府嫡长子孙按例没有禄米，如今自己子孙都年长了，俸禄不足，请求从岁禄的折色米内按量拨本色米，明宪宗命增加其本色米一百石。
弘治五年（1492年），朱磐烑薨。弘治七年（1494年）十月，明孝宗御奉天殿，传诏遣保定侯梁任、永康侯徐錡、懷寧侯孫泰、會昌侯孫銘、駙馬都尉楊偉、馬誠、崇信伯費淮、興安伯徐盛、成安伯郭寧、彭城伯張信、惠安伯張偉、清平伯吳琮、建平伯高霳、武進伯朱潔、南寧伯毛良、刑部右侍郎戴珊、都察院左僉都御史楊謐、通政使司左通政毛倫為正使，翰林院侍讀江瀾、尚寶司少卿楊泰、戶科給事中王璽、禮科右給事中孫孺、兵科給事中東思恭、中書舍人孫琰、戶部郎中李文安、員外郎胡倬、禮部員外郎尹萬化、兵部郎中費瑄、刑部員外郎尹嘉言、屈直、周東、商良輔、工部員外郎朱恩、周濬、鴻臚寺左少卿杜英、李鐩為副使，持節冊封朱奠坫為宜春王，夫人苗氏為宜春王妃。次年受封。
弘治九年（1496年）六月，朱奠坫薨。孝宗得知，輟朝一日，按制度賜祭葬，諡宣和。同年长子朱覲鐏已经先去世。弘治十年（1497年）十一月，长孙朱宸澮袭封。
朱奠坫墓在新建千重里。

## 家庭

### 妻妾
- 王妃苗氏

### 子孫
- 嫡長子：宜春長子→宜春懷簡王（追封）朱覲鐏
  - 嫡長子：宜春康僖王朱宸澮
- 第二子：鎮國將軍→庶人朱覲𨯤（1462年12月9日—？），號壬阡[1]，因參與寧王之亂被賜死
  - 庶長子：輔國將軍→庶人朱宸澐（1489年12月17日—？），號友石[1]，弘治六年（1493年）二月賜名[8]，弘治十七年（1504年）賜誥命冠服[9]，因參與寧王之亂廢為庶人[10]
    - 第一子：庶人朱大哥[11]
      - 第一子：庶人朱大孫[11]
      - 第二子：庶人朱多炤[11]

    - 第二子：庶人朱二哥[11]
    - 第三子：庶人朱三哥[11]
      - 第一子：庶人朱多敬[11]

  - 庶次子：輔國將軍→庶人朱宸漣（1491年5月13日—？），號青陽[1]，弘治六年（1493年）二月賜名[8]，因參與寧王之亂廢為庶人[10]
    - 第一子：庶人朱大哥[11]
      - 第一子：庶人朱玉輝[11]
      - 第二子：庶人朱多愷[11]

    - 第二子：庶人朱二哥[11]
      - 第一子：庶人朱多容[11]
        - 第一子：庶人朱謀雋[11]
        - 第二子：庶人朱謀聖[11]

      - 第二子：庶人朱多撫[11]
        - 第一子：庶人朱謀艾[11]
        - 第二子：庶人朱謀珍[11]

    - 第三子：庶人朱三哥[11]
      - 第一子：庶人朱華孫[11]
        - 第一子：庶人朱謀慶[11]

  - 庶三子：輔國將軍→庶人朱宸汲（1495年6月13日—？），號玉泉[1]，弘治十二年（1499年）十二月賜名[12]，因參與寧王之亂廢為庶人
    - 第一子：庶人朱拱檝[11]
      - 第一子：庶人朱多烚[11]
        - 第一子：庶人朱謀𦫒[11]
        - 第二子：庶人朱謀𧹝[11]

      - 第二子：庶人朱多𤉪[11]

  - 第四子：輔國將軍→庶人朱宸沂（1502年9月25日—？），號春湖[1]，因參與寧王之亂廢為庶人[10]
    - 第一子：庶人朱應昌[11]
      - 第一子：庶人朱多忠[11]

    - 第一子：庶人朱順昌[11]
      - 第一子：庶人朱多焍[11]
        - 第一子：庶人朱謀垥[11]

      - 第二子：庶人朱多⿱信火[11]
      - 第三子：庶人朱多𲬫[11]
      - 第四子：庶人朱多⿱耻火[11]
      - 第五子：庶人朱多烈[11]

    - 第一子：庶人朱壽昌[11]
      - 第一子：庶人朱多禮[11]
        - 第一子：庶人朱謀誥[11]
        - 第二子：庶人朱謀耋[11]
        - 第三子：庶人朱謀觀[11]

  - 第五子：輔國將軍→庶人朱宸漺（1503年8月18日—？），號秋塘[1]，因參與寧王之亂廢為庶人[10]，無嗣[11]
- 第三子：鎮國將軍→庶人朱覲錀（1477年6月20日—？），號倚南[1]，弘治三年（1490年）六月按制度賜誥命冠服[13]，因參與寧王之亂廢為庶人
  - 嫡長子：輔國將軍→庶人朱宸湯（1500年8月28日—？），號友琴[1]，弘治十八年（1505年）二月賜名[14]，因參與寧王之亂廢為庶人
  - 第二子：輔國將軍朱宸涼[10]，號當學[1]，嘉靖二十五年（1546年）江西旱災，因捐祿賑饑，得明世宗嘉獎[15]
    - 第一子：奉國將軍朱拱枇[10]
      - 第一子：鎮國中尉朱多燍[11]，萬曆四十年（1602年）其族兄弟朱多烋病故，江西巡按奏請從他和鎮國中尉[11]朱謀𪇮之間選一人以便異日備用，明神宗沒有採納[16]
        - 第一子：輔國中尉朱謀𡎳[11]
        - 第二子：朱謀垶，待封[11]
        - 第三子：朱謀坻，待封[11]
        - 第四子：朱謀𡍲，待封[11]

      - 第二子：鎮國中尉朱多㬫[11]
      - 第三子：鎮國中尉朱多𩷵[11]

    - 第二子：奉國將軍朱拱榤[10]
      - 第一子：鎮國中尉朱多覢[11]
        - 第一子：輔國中尉朱謀𡍤[11]
        - 第二子：朱謀𡐞，待封[11]

      - 第二子：鎮國中尉朱多䰴[11]

  - 第三子：庶人朱宸洟[10]，號要學[1]
    - 第一子：庶人朱拱櫏[11]
    - 第二子：庶人朱拱㭾[11]
    - 第三子：庶人朱拱䍱[1][17]